# زیبای خفته (باله)
زیبای خفته نام یکی از مشهورترین باله‌های پیوتر ایلیچ چایکوفسکی، آهنگساز بزرگ روس است. او این باله را در سال ۱۸۸۹ میلادی نوشت. چایکوفسکی از آهنگسازان برجستهٔ باله به‌شمار می‌رود.
باله‌های دریاچه قو (۱۸۷۶) و فندق‌شکن (۱۸۹۲) از دیگر کارهای او در این زمینه است.